# NGC 7746
NGC 7746 este o galaxie situată în constelația Peștii. A fost descoperită în 7 septembrie 1886 de către Lewis A. Swift. Se află la o distanță de 77,62 de megaparseci de Pământ.